# Pseudohadena espugnensis
Pseudohadena espugnensis là một loài bướm đêm trong họ Noctuidae.